# Lazuri (Satu Mare)
Pour les articles homonymes, voir Lazuri.
Lazuri (Lazári en hongrois, Neuschlag en allemand) est une commune roumaine du județ de Satu Mare, dans la région historique de Transylvanie et dans la région de développement du Nord-ouest.

## Géographie
La commune de Lazuri est située dans le nord du județ, à la frontière avec la Hongrie et l'Ukraine, dans la plaine du Someș (Câmpia Someșului), à 7 km au nord de Satu Mare, le chef-lieu du județ.
La municipalité est composée des six villages suivants (population en 2002) :
- Bercu (619) ;
- Lazuri (2 447), siège de la commune ;
- Nisipeni (834) ;
- Noroieni (359) ;
- Peleș (829) ;
- Pelișor (274).

## Histoire
La première mention écrite du village de Lazuri date de 1245, celle des villages de Nisipeni et Noroieni de 1261. Le village de Peleș est signalé en 1334 tandis que celui de Pelișor est signalé en 1234.
La commune, qui appartenait au royaume de Hongrie, faisait partie de la principauté de Transylvanie et elle en a donc suivi l'histoire.
Après le compromis de 1867 entre Autrichiens et Hongrois de l'empire d'Autriche, la principauté de Transylvanie disparaît et, en 1876, le royaume de Hongrie est partagé en comitats. Lazuri intègre le comitat de Szatmár (Szatmár vármegye).
À la fin de la Première Guerre mondiale, l'Empire austro-hongrois disparaît et la commune rejoint la Grande Roumanie au traité de Trianon.
En 1940, à la suite du deuxième arbitrage de Vienne, elle est annexée par la Hongrie jusqu'en 1944, période durant laquelle sa communauté juive est exterminée par les nazis. Elle réintègre la Roumanie après la Seconde Guerre mondiale au traité de Paris en 1947.

## Politique
| Période                                  | Période  | Identité       | Étiquette | Qualité |
| ---------------------------------------- | -------- | -------------- | --------- | ------- |
| Les données manquantes sont à compléter. |          |                |           |         |
| 2008                                     | En cours | Ștefan Lengyel | UDMR      |         |

| Parti | Parti                                      | Sièges |
| ----- | ------------------------------------------ | ------ |
|       | Parti national libéral (PNL)               | 2      |
|       | Parti social-démocrate (PSD)               | 1      |
|       | Parti civique magyar (PCM)                 | 2      |
|       | Alliance des libéraux et démocrates (ALDE) | 1      |
|       | Union démocrate magyare de Roumanie (UDMR) | 9      |

## Religions
En 2002, la composition religieuse de la commune était la suivante :
- Réformés, 34,44 % ;
- Catholiques romains, 28,96 % ;
- Grecs-Catholiques, 26,03 % ;
- Chrétiens orthodoxes, 9,13 %.

## Démographie
En 1910, à l'époque austro-hongroise, la commune comptait 4 536 Hongrois (99,71 %), 1 Roumain (0,02 %) et 10 Allemands (0,22 %),.
En 1930, on dénombrait 3 235 Hongrois (68,41 %), 730 Ukrainiens (15,44 %), 443 Roumains (9,37 %), 201 Juifs (4,25 %), 49 Tsiganes (1,04 %) et 10 Allemands (0,21 %).
En 1956, après la Seconde Guerre mondiale, 5 058 Hongrois (90,19 %) côtoyaient 482 Roumains (8,59 %), 56 Tsigans (1,00 %) et 7 Juifs survivants (0,12 %).
En 2002, la commune comptait 4 299 Hongrois (80,17 %), 789 Roumains (14,71 %), 253 Tsiganes (4,71 %) et 13 Allemands (0,24 %). On comptait à cette date 1 745 ménages et 1 850 logements.
| 1880  | 1890  | 1900  | 1910  | 1920  | 1930  | 1941  | 1956  | 1966  |
| ----- | ----- | ----- | ----- | ----- | ----- | ----- | ----- | ----- |
| 3 619 | 3 969 | 4 746 | 4 549 | 4 488 | 4 729 | 5 241 | 5 608 | 5 392 |

| 1977  | 1992  | 2002  | 2007  | - | - | - | - | - |
| ----- | ----- | ----- | ----- | - | - | - | - | - |
| 5 781 | 5 221 | 5 362 | 5 509 | - | - | - | - | - |

## Économie
L'économie de la commune repose sur l'agriculture et l'élevage.

## Communications

### Routes
Lazuri est située au croisement de la route régionale DJ194 qui rejoint Satu Mare au sud et les villages de Noroieni, Nisipeni et Bercu au nord et de la route régionale DJ194C qui mène vers Botiz à l'est et vers Dorolț, la route nationale DN19 et la frontière hongroise.

## Lieux et Monuments
La commune possède un riche patrimoine religieux dans ses divers villages.
- Lazuri, église réformée du XVIe siècle, resturcturée au XIXe siècle, classée monument historique[7].
- Lazuri, église catholique romaine consacrée à Saint Ladislas et datant de 1840[7].
- Lazuri, éghlise orthodoxe datant de 1897[7].
- Bercu, église réformée de style gothique (nef du XVe siècle notamment), reconstruite au XVIIe siècle, classée monument historique[7],[8].
- Bercu, église grecque-catholique des Saints Archanges datant de 1821[7].
- Nisipeni, église réformée datant du XVIe siècle, classée monument historique[7].
- Nisipeni, château Kovats Sandor de la fin du XIXe siècle[9].
- Noroieni, église grecque-catholique Ste Marie Reine du Ciel (Sf. Maria Regina Cerului), datant de 1810 et classée monument historique[7].
- Peleș, église grecque-catholique des Sts Archanges construite entre 1821 et 1828, classée monument historique[7],[10].
- Peleș, manoir Matyas Bandy[9].

## Jumelages
- Balkány (Hongrie) depuis 2004
- Chlebnice (Slovaquie)
- Słopnice (Pologne)